# Miguel MacCormick
Miguel MacCormick (u nekim izvorima kao: MacCormik) je argentinski hokejaški trener (hokej na travi). 
Bio je trenerom argentinskog ženskog i muškog predstavništva na više međunarodnih natjecanja.

## Sudjelovanja na velikim natjecanjima
- Panameričke igre 1987., ženski turnir
- OI 1988. (7. mjesto), ženski turnir
- Panameričke igre 1995., muški turnir
- OI 1996., muški turnir (9. mjesto)

## Vanjske poveznice
- (šp.) Clarín.com  Arhivirana inačica izvorne stranice od 4. rujna 2008. (Wayback Machine) Ellas son un clásico